# Бриз
Бриз (фр. brise) — вітри невеликої сили на берегах морів, великих озер і річок.
Причиною виникнення бризів є те, що вода має більшу теплоємність, тому вона тривало нагрівається і довго остигає. Вдень повітря над сушею швидко прогрівається і піднімається вгору, а йому на зміну приходить більш холодне повітря з моря, починає дути морський бриз, який знижує температуру повітря на узбережжі, а також зволожує повітря. Після заходу сонця суша починає остигати швидше, ніж вода. У цей час і починає формуватися береговий бриз, він слабкий і без вертикального руху. Рано вранці та ввечері температури поверхні моря і землі вирівнюються, при цьому рух повітря відсутній, вітер вщухає, море стає спокійним. Настає нетривале затишшя при зміні напрямку бризових вітрів.
Бризи мають добову періодичність: вдень вони дмуть з водної поверхні на суходіл, вночі — навпаки. Це пояснюється тим, що вдень суша нагрівається швидше, ніж поверхня води, і тепле, легше повітря підіймається вгору, а на його місце надходить холодніше повітря з-понад води; вночі, навпаки, вода довше зберігає тепло, і тепле повітря над водою підіймається вгору, а на його місце надходить холодніше повітря з суші.
Вони охоплюють шар повітря в сотні метрів і проникають углиб суходолу (моря) на кілька чи десятки кілометрів. Бризи краще виражені у безхмарну антициклонічну погоду.
Бризи є характерними для західних узбереж у тропічних широтах, де нагріті материки омиваються водами холодних течій.
Сила вітру при бризі не перевищує 3-4 бали.